# Austin (Familienname)
Austin ist ein Familienname anglonormannischen Ursprungs.

## Namensträger

### A
- Alana Austin (* 1982), amerikanische Schauspielerin
- Albert Austin (Schauspieler) (1882–1953), britischer Schauspieler, Drehbuchautor und Regisseur
- Albert E. Austin (Albert Elmer Austin; 1877–1942), US-amerikanischer Politiker
- Albert Edison Austin (Bertie; 1888–1913), kanadischer Golfspieler
- Albert William Austin (1857–1934), kanadischer Golfspieler
- Alfred Austin (1835–1913), englischer Schriftsteller
- Alice Constance Austin (1862–1955), amerikanische Architektin, Designerin und Stadtplanerin
- Amy Austin (* 1966), US-amerikanisch-argentinische Ökologin und Professorin
- Andrew Austin (* 1956), britischer Sportschütze
- Archibald Austin (1772–1837), US-amerikanischer Politiker
- Arthur Austin (1902–1962), US-amerikanischer Wasserballspieler
- Avinesh Austin (* 2002), malaysischer Mittelstreckenläufer

### B
- Ben Austin (* 1982), australischer Segler
- Bernard L. Austin (1902–1979), US-amerikanischer Vizeadmiral
- Bill Austin († 2013), US-amerikanischer American-Football-Spieler
- Brett Austin (1959–1990), neuseeländischer Schwimmer
- Brooke Austin (* 1996), US-amerikanische Tennisspielerin

### C
- Charles Austin (Musiker) (1930–2024), US-amerikanischer Jazzmusiker
- Charles Austin (* 1967), US-amerikanischer Leichtathlet
- Charlie Austin (* 1989), englischer Fußballspieler
- Chase Austin (* 1989), US-amerikanischer Rennfahrer
- Chuck Austin (1927–2012), US-amerikanischer Jazztrompeter
- Claire Austin (1918–1994), US-amerikanische Jazz- und Bluessängerin
- Colin Austin (1941–2010), britischer Altphilologe
- Cuba Austin (1906–1961), US-amerikanischer Jazz-Schlagzeuger

### D
- Dallas Austin (* 1970), US-amerikanischer Musiker und Produzent
- Damián Austin (* 1974), kubanischer Boxer
- Daniel Frank Austin (1943–2015), US-amerikanischer Botaniker
- David C. H. Austin (1926–2018), britischer Rosenzüchter
- Dennis Austin (1947–2023), US-amerikanischer Softwareentwickler

### E
- Edith Austin (1867–1953), britische Tennisspielerin
- Emilio Lozoya Austin (* 1975), mexikanischer Wirtschaftswissenschaftler und Politiker
- Ernest Austin (1874–1947), britischer Komponist
- Eve Austin (* 1997), britische Schauspielerin

### F
- Frederic Austin (1872–1952), englischer Sänger und Komponist
- Frederick Austin (1902–1990), britischer Maler

### G
- Gene Austin (1900–1972), US-amerikanischer Sänger und Songwriter
- Gerald Austin (* 1941), US-amerikanischer NFL-Schiedsrichter
- Greg Austin (Rugbyspieler) (* 1963), australischer Rugbyspieler
- Greg Austin (Schauspieler) (* 1992), britischer Schauspieler

### H
- Heinrich Bernhard Austin (1723–1780), preußischer Beamter und Gutsbesitzer
- Henry Austin (1906–2000), englischer Tennisspieler
- Henry Austin (Politiker) (1920–2008), indischer Politiker und Diplomat
- Herbert Austin, 1. Baron Austin (1866–1941), englischer Industrieller und Politiker
- Herbert Douglas Austin (1876–1960), US-amerikanischer Romanist
- Horace Austin (1831–1905), US-amerikanischer Politiker
- Horatio Thomas Austin (1800–1865), britischer Vizeadmiral
- Hudson Austin (1938–2022), grenadischer General und Revolutionär

### I
- Ian Austin (* 1965), britischer Politiker der Labour Party, parteiloses Mitglied des Oberhauses

### J
- Jack Austin (Buddhist) (1917–1993), britischer Buddhist
- Jack Austin (Politiker) (* 1932), kanadischer Rechtsanwalt und Politiker (Liberale Partei)
- Jake T. Austin (* 1994), US-amerikanischer Schauspieler
- Janet Austin (* 1956 oder 1957), kanadische Sozialmanagerin und seit 2018 Vizegouverneurin der Provinz British Columbia
- Jean-Herbert Austin (* 1950), haitianischer Fußballspieler
- John Austin (Schriftsteller) (1613–1669), englischer Jurist und Schriftsteller
- John Austin (Rechtsphilosoph) (1790–1859), englischer Jurist und Rechtsphilosoph
- John Austin (Tennisspieler) (* 1957), US-amerikanischer Tennisspieler
- John Austin, bürgerlicher Name von Ras Kass (* 1973), US-amerikanischer Rapper
- John Arnold Austin (1905–1941), US-amerikanischer Offizier
- John Eric Austin (* 1944), britischer Politiker
- John Langshaw Austin (1911–1960), englischer Philosoph und Linguist
- John P. Austin (1906–1997), US-amerikanischer Szenenbildner
- John S. Austin (1900–??), britischer Gewichtheber
- John Turnell Austin (1869–1948), US-amerikanischer Orgelbauer
- Johntá Austin (* 1980), US-amerikanischer Musiker, Songwriter und Produzent
- Julian Austin (* 1949), kanadischer Hockeyspieler
- Jürgen Austin-Kerl (* 1970), deutscher Langstreckenläufer

### K
- Karen Austin (* 1955), US-amerikanische Schauspielerin
- Kenji Austin (* 2004), singapurischer Fußballspieler

### L
- Larry Austin (1930–2018), US-amerikanischer Komponist und Dirigent
- Lloyd Austin (Lloyd James Austin III.; * 1953), Verteidigungsminister der Vereinigten Staaten, General
- Lloyd James Austin (1915–1994), australischer Romanist und Literaturwissenschaftler
- Lonnie Austin (1905–1997), US-amerikanischer Musiker
- Louis Winslow Austin (1867–1932), US-amerikanischer Physiker
- Lovie Austin (1887–1972), US-amerikanische Pianistin

### M
- Malachi Austin (* 2007), guyanischer Leichtathlet
- Mary Austin (* 1951), britische Verkäuferin, siehe Freddie Mercury #Beziehung zu Mary Austin und Durchbruch mit Queen (1970–1979)
- Mary Hunter Austin (1868–1934), US-amerikanische Schriftstellerin, Dramatikerin und Feministin
- Michael Austin (Schwimmer) (Michael MacKay Austin, Mike Austin; * 1943), US-amerikanischer Schwimmer
- Michael Austin (Drehbuchautor), Drehbuchautor und Regisseur
- Michael Allen Austin (* 1965), US-amerikanischer Illustrator
- Michael J. Austin (* 1942), US-amerikanischer Sozialwissenschaftler
- Mick Austin (Michael J. Austin), britischer Comicbuchautor und Künstler
- Mike Austin (1910–2005), US-amerikanischer Golfspieler
- Miles Austin (* 1984), US-amerikanischer American-Football-Spieler
- Moses Austin (1761–1821), US-amerikanischer Geschäftsmann und Unternehmer

### N
- Nicole „Coco“ Austin (* 1979), US-amerikanische Schauspielerin und Model

### O
- Oliver L. Austin (1903–1988), US-amerikanischer Ornithologe

### P
- Pamela Austin (* 1941), US-amerikanische Schauspielerin
- Pam Austin (* 1950), US-amerikanische Tennisspielerin
- Pat Austin (Rennfahrer) (* 1964), US-amerikanischer Rennfahrer
- Patti Austin (* 1950), US-amerikanische Sängerin
- Paul Austin (1915–1985), US-amerikanischer Ruderer
- Percy Austin (1903–1961), englischer Fußballspieler
- Phil Austin († 2015), US-amerikanischer Komiker und Autor

### R
- Ray Austin (Regisseur) (1932–2023), britischer Regisseur
- Ray Austin (Musiker) (1943–2024), britisch-deutscher Musiker
- Ray Austin (Boxer) (* 1970), US-amerikanischer Boxer
- Rex Austin (1931–2022), neuseeländischer Politiker
- Richard Austin (Dirigent) (1903–1989), britischer Dirigent
- Richard Bevan Austin (1901–1977), US-amerikanischer Jurist und Richter
- Richard H. Austin (1913–2001), US-amerikanischer Politiker
- Richard W. Austin (1857–1919), US-amerikanischer Politiker
- Richard Austin (Cricketspieler) (1954–2015), jamaikanischer Cricketspieler

- Robert Austin (1825–1905), englischer Entdecker
- Robert H. Austin (* 1946), US-amerikanischer Biophysiker
- Roland Gregory Austin (1901–1974), britischer Latinist

### S
- Sarah Austin (1793–1867), englische Schriftstellerin und Übersetzerin
- Scott Austin (1953–2014), US-amerikanischer Philosophiehistoriker
- Sherrié Austin (* 1970), australische Songschreiberin, Schauspielerin und Sängerin
- Shrone Austin (* 1989), seychellische Schwimmerin
- Sil Austin (1929–2001), US-amerikanischer Saxophonist
- Sophie Austin (* 1984), britische Schauspielerin
- Stephen F. Austin (1793–1836), US-amerikanischer Gründer der Republik Texas
- Steve Austin (Leichtathlet) (* 1961), australischer Langstreckenläufer
- Steve Austin (* 1964), US-amerikanischer Wrestler
- Sue Austin (* 1965), britische Multimedia-, Performance- und Installations-Künstlerin

### T
- Tavon Austin (* 1990), US-amerikanischer American-Football-Spieler
- Teri Austin (* 1957), kanadische Schauspielerin
- Terry Austin (* 1952), US-amerikanischer Comiczeichner
- Tim Austin (Mathematiker) (Timothy Derek Austin; * 1983), britischer Mathematiker
- Tim Austin (Boxer) (* 1971), US-amerikanischer Boxer
- Tracy Austin (* 1962), US-amerikanische Tennisspielerin

### W
- Wanda Austin (* 1954), US-amerikanische Raumfahrtingenieurin
- Warren Austin (1877–1962), US-amerikanischer Diplomat und Politiker
- Waverly Austin (* 1991), US-amerikanisch-deutscher Basketballspieler
- William Austin (Mediziner) (1754–1793), britischer Mediziner
- William Austin (Schriftsteller) (1778–1841), US-amerikanischer Schriftsteller
- William Austin (Bischof) (1807–1892), erster anglikanischer Bischof in Guayana
- William Austin (Schauspieler) (1884–1975), britischer Schauspieler
- William Austin (Filmeditor) (1903–1993), US-amerikanischer Filmeditor
- William Austin (Musikwissenschaftler) (1920–2000), US-amerikanischer Musikwissenschaftler, Historiker und Autor
- Woody Austin (* 1964), US-amerikanischer Golfspieler